# Рыбница
Ры́бница (рум. Rîbnița, молд. Рыбница, в 1920—30-е годы также молд. Рымница, укр. Рибниця) — город в непризнанной Приднестровской Молдавской Республике, административный центр Рыбницкого района. Расположен на левом берегу реки Днестр, у её притока — реки Рыбницы, в 110 км от Кишинёва и в 120 км от Тирасполя. В 14 км от Рыбницы — граница с Украиной.
Действует пристань и железнодорожная станция.

## История
Первое письменное упоминание Рыбницы относится к 1628 году, когда она была обозначена на карте Великого княжества Литовского и Польского королевства.
Имеется несколько версий о происхождении названия города. По одной из них оно произошло от названия реки Рыбница, в устье которой при впадении её в Днестр и было основано поселение. По другой версии — он изначально назывался по имени боярина Рыдвана, основавшего крепость (о деревянной крепости Рыдванец упоминается в книге турецкого путешественника Эвлии Челеби, побывавшего здесь в 1656—1657 годах).
До 1793 года Рыбница находилась в составе Польского королевства, затем в результате второго раздела Речи Посполитой эта территория отошла к Российской империи. С 1797 года и до Октябрьской революции 1917 года Рыбница входила в состав Молокишской волости Балтского уезда Подольской губернии. В конце XIX века через местечко была проведена железная дорога. С 1893 года на Днестре устанавливается регулярное судоходство (в Рыбнице имелась пристань). В 1898 году здесь построили сахарный завод с собственной электрогенераторной установкой.
С конца XIX века в местечке работали министерская школа и школа грамоты для девочек. Было построено двухклассное училище, открылись больница на 5 коек и две аптеки.
Тогда в местечке Рыбница проживало 2 тыс. человек. Здесь находились православная и католическая церкви, а также два еврейских молитвенных дома.
В 1918 году Рыбница находилась в составе Украинской державы.
В 1924 году Рыбница становится посёлком городского типа и районным центром Молдавской АССР. В 1926 году здесь проживало 9,4 тыс. жителей (38,0 % — евреи, 33,8 % — украинцы, 16,0 % — молдаване).
Появились новые предприятия — маслозавод (1930 г.), винодельческий завод (1934 г.), начала работать электростанция. В 1928—29 годах открылся вечерний факультет Киевского горного института. Также была построена новая больница на 60 коек.
В 1938 году Рыбница приобретает статус города. Функционировали пять школ, детские сады, кинотеатр на 400 мест, а также несколько библиотек.
Во время Великой Отечественной войны с лета 1941 года по 1944 год город был оккупирован немецкими и румынскими войсками (за годы оккупации погибло свыше 500 жителей города).
В 1941—42 годах румынскими и немецкими оккупантами было зверски замучено остававшееся еврейское население города. В лагере для военнопленных уничтожено 2700 советских воинов, около 3000 человек умерло от тифа в еврейском гетто. За годы Великой Отечественной войны более 3600 рыбничан пало на полях сражений.
В послевоенный период в городе открылись насосный завод (1946 г.), цементный комбинат (1961 г.) и другие предприятия. В 1962 году начал свою работу сахарно-спиртовой комбинат.
После строительства водохранилища и затопления нижней части города центр перепланирован, и сейчас в Рыбнице преобладают многоэтажные здания. Возле водохранилища в 1955 году создана зона отдыха.
В 1962 году город Рыбница был отнесён к категории городов республиканского подчинения Молдавской ССР.
9 мая 1975 года в городе открыт Мемориал воинской славы.
В 1985 году пущен в строй металлургический завод.
В 1990 году часть восточных территорий Молдавии в одностороннем порядке объявила о создании Приднестровской Молдавской Республики (ПМР), в которую была включена и Рыбница. В 1992 году город являлся одним из центров вооружённого противостояния сторонников ПМР и молдавских правительственных сил.
В 2007 году открылось новое предприятие по производству обуви (с 2011 года — филиал ООО «Софтшуз»).

## Население
В 2004 году в городе было 53,6 тыс. жителей, из них: 46,4 % — украинцы, 21,9 % — русские, 20,9 % — молдаване. В 2010 году в Рыбнице проживало 50,1 тыс. человек (на 1 января 2014 года — 47 949 жителей; на 1 января 2021 года — 43 987 жителей).
Национальный состав города (по переписи 2004 года):
| Национальность            | кол-во, чел. | % от всего | % от указав- ших |
| ------------------------- | ------------ | ---------- | ---------------- |
| Украинцы                  | 24898        | 46,41 %    | 50,10 %          |
| Русские                   | 11738        | 21,88 %    | 23,62 %          |
| Молдаване                 | 11235        | 20,94 %    | 22,61 %          |
| Поляки                    | 500          | 0,93 %     | 1,01 %           |
| Белорусы                  | 328          | 0,61 %     | 0,66 %           |
| Болгары                   | 220          | 0,41 %     | 0,44 %           |
| Евреи                     | 166          | 0,31 %     | 0,33 %           |
| Немцы                     | 106          | 0,20 %     | 0,21 %           |
| Гагаузы                   | 96           | 0,18 %     | 0,19 %           |
| Другие                    | 571          | 1,06 %     | 1,15 %           |
| Указали национальность    | 49693        | 92,63 %    | 100,00 %         |
| Не указали национальность | 3955         | 7,37 %     |                  |
| Всего                     | 53648        | 100,00 %   |                  |

## Экономика
Город имеет выгодное географическое положение. Он расположен на левом берегу Днестра и отделён от реки бетонной дамбой. Возле города находится крупное водохранилище. В окрестностях имеются значительные запасы полезных ископаемых — сырья для производства стройматериалов.
Рыбница — один из главных промышленных центров Приднестровья. В городе работают 408 предприятий, из них 64 — государственные, 43 — муниципальные, 254 — общества с ограниченной ответственностью и частные фирмы. Здесь находятся металлургический и цементно-шиферный комбинаты, завод центробежных насосов, винно-коньячный завод и другие производства.
Ведущее предприятие города — Молдавский металлургический завод (ММЗ) — начало свою работу в 1985 году. Оно занимается выплавкой стали, производит готовый прокат и др., здесь трудятся 3 тыс. человек. Завод награждён Бриллиантовой и Золотой звёздами за качество продукции. Объём производства завода — около 276 млн долларов США (52 % от всего объёма производства ПМР и 65 % экспорта), его доля в бюджете ПМР — 15,5 % (22,2 млн дол. США).
Объём производства всех остальных предприятий города составляет около 10 млн дол., или вместе с ММЗ — 286 млн дол. США (54 % от производства ПМР). Для сравнения: Тирасполь — 177 млн дол. (33,5 %), Бендеры — 43 млн дол. (8 %).

## Транспорт
Основной вид транспорта в городе — автомобильный. Также действует железная дорога.
Ранее существовала грузовая канатная дорога через Днестр, связывавшая Рыбницу с молдавским селом Чорна. Дорога была демонтирована в сентябре 2014 года.

## Социальная сфера
В сфере образования функционируют 12 школ, 1 учебное заведение начального и среднего профессионального образования (ГОУ СПО «Рыбницкий политехнический техникум»), а также высшее учебное заведение — филиал Приднестровского государственного университета имени Т. Г. Шевченко.
Развитие физической культуры и спорта обеспечивают 4 детско-юношеские спортивные школы, 150 спортивных сооружений, в том числе 37 спортивных залов, 2 плавательных бассейна и 92 плоскостных спортивных сооружения.
Действует целый ряд культурно-просветительских учреждений: Дворец культуры, Рыбницкий историко-краеведческий музей (с 1974 года) и Музей Боевой славы (с 2010 года), музыкальная и художественная школы, школа искусств, централизованная библиотечная система и др.
В городе имеются 2 гостиницы: «Тирас» на 250 мест и «Металлург» на 50 мест, много ресторанов и кафе. В нижней части города на берегу Днестра расположился санаторий-профилакторий ММЗ.
В Рыбнице на русском языке выходят три городские газеты — официальная «Новости» (тираж 2500 экз.), независимые «Добрый день» и «Добрый вечер» (тираж — по 6500 экз.). Здесь же издаётся республиканская газета «Гомін» на украинском языке (тираж — 2000 экз.).
В 1975 году был сооружён Мемориал воинской славы (архитектор В. П. Меднек). Два спаренных железобетонных пилона облицованы белым мрамором, у подножия на 12 гранитных плитах высечены имена освободителей города и района (отреставрирован в 2010 году).
В 2004 году в городе появился памятный знак, посвящённый жертвам Рыбницкого гетто (архитектор С. М. Шойхет).
1 августа 2017 года открыт Мемориал Славы защитникам Отечества. Монумент установлен в память о защитниках Приднестровья, погибших в 1992 году, и о советских воинах, павших при исполнении интернационального долга в Афганистане. Средства на его строительство собирали городские учреждения и местные жители. На облицованной гранитом восьмиметровой стеле помещены знак Боевого братства, лавровая ветвь и надпись «Вечная слава». По периметру памятника установлено 40 мемориальных плит с именами погибших героев (в 1992 году в вооружённом конфликте с Молдавией погиб 31 рыбничанин; помимо этого, 9 уроженцев Рыбницы погибли в Афганской войне).
26 апреля 2018 года состоялось торжественное открытие памятника, посвящённого жителям города — участникам ликвидации последствий аварии на Чернобыльской АЭС.
Достопримечательностью города стал Михаило-Архангельский православный собор — самый большой в Приднестровье и Молдавии. Он строился около 15 лет и был освящён 21 ноября 2006 года. На третьем ярусе колокольни храма разместился большой колокол «Благовест», а вокруг него ещё десять колоколов (самый маленький из которых весит всего 4 кг). Колокола для соборной звонницы отливали в Московском акционерном обществе «Литэкс».
Помимо самого собора, способного одновременно вместить около 2 тыс. прихожан, на территории храмового комплекса будет построен приходской дом, где разместятся библиотека, столовая, приходская школа и покои настоятеля.
Также в городе находится римско-католический храм — костёл Святого Иосифа. Первый костёл в Рыбнице был построен в 1815—17 годах, однако перед Второй мировой войной его разрушили. Отстроен заново и открыт в 2003 году.

## Окрестные достопримечательности
Ущелье Калаур в Рашково
После победы литовского князя Ольгерда на речке Синюхе, Подолия была отдана его племяннику Фёдору Кориатовичу. Он распорядился над тесным ущельем за поворотом реки, на границе Литовского княжества и Молдавии, воздвигнуть замок Калаур, строительство которого окончилось к концу XIV века. Во время женитьбы сына Б. Хмельницкого Тимоша и дочери молдавского господаря В. Лупу Руксанды молодожёны получают этот замок в подарок от Б. Хмельницкого. До наших дней замок не сохранился.
О былом польском присутствии напоминает старинный костёл святого Каэтана в Рашкове, построенный в 1749 году польским магнатом Станиславом Любомирским (1704—1793). Две башни декорированы пилястрами ионического и тосканского ордера. О прежней славе Рашкова в средние века рассказывают найденные здесь клады татарских серебряных и шведских монет, а также развалины огромной синагоги с потайной лестницей в стене.
Природный заповедник и Троицкий монастырь в Сахарне
Природный заповедник «Сахарна» находится на правом берегу Днестра в 10 км от города, включает в себя ущелье, длиной 5 км и глубиной 170 метров, множество источников и лесной массив с преобладанием дуба, граба, акации площадью 670 гектаров. Ручей Сахарна на своём пути образует 22 водопада, самый большой из которых низвергается с четырёхметровой высоты.
Троицкий монастырь (1776 г.) находится в ущелье. В начале XIII века в 15-метровой скале была высечена Благовещенская церковь, в которой проживали монахи-отшельники, и теперь там находятся мощи святого Макария. В верхнем дворе в 1821 году выстроена летняя Троицкая церковь. А там, где по преданию когда-то ступала нога Девы Марии и остался её отпечаток, ныне находится часовня.
Успенский скальный монастырь в Цыпово
Высечен в гигантском утёсе, это наиболее значительный из скальных комплексов, находится в 20 км южнее Рыбницы на правом берегу Днестра. Средняя часть монастыря появилась в средние века и имела систему защитных ходов, к небольшим кельям вела узкая тропинка над пропастью. Пещеры вырубались с растущих поблизости деревьев и, когда деревья срубались, вход в пещеры был возможен только по верёвочным лестницам, которые в случае опасности поднимались наверх. В конце XVIII века, когда угроза набегов миновала, подходы были улучшены, расширены кельи и создано помещение церкви.
|                                                        |  |                                       |  |            |
| Мемориал погибшим во время Великой Отечественной войны |  | Вид Рыбницы (на микрорайон Вальченко) |  | Жилые дома |

## Награды
- Орден Почёта (19 ноября 2008 года) — за большой вклад жителей города Рыбница в развитие и укрепление экономического, социального и культурного потенциала Приднестровской Молдавской Республики, сохранение исторического наследия и традиций и в связи с 380-летием[15].
- Орден «Трудовая слава» (11 ноября 2003 года) — за большой вклад жителей города Рыбница в становление и развитие экономического, социального и культурного потенциала Приднестровской Молдавской Республики и в связи с 375-летием со дня основания города Рыбница[16].

## Почётные граждане
Согласно официальному сайту
- Бабарыкин (Боборыкин), Виктор Николаевич
- Белитченко, Анатолий Константинович
- Бондаревская, Наталья Даниловна
- Брозницкий, Николай Иванович
- Власюк, Ефим Алексеевич
- Гончар, Владимир Александрович
- Гончарук, Борис Иванович
- Желтов, Михаил Михайлович
- Камышников, Пётр Иванович
- Клементьев, Василий Александрович
- Клищевский, Захар Авдеевич
- Козлова, Надежда Герасимовна
- Корсак, Михаил Михайлович
- Крюков, Олег Васильевич
- Малай, Михаил Мартьянович
- Мамалыга, Иван Алексеевич
- Марченко, Нина Петровна
- Палагнюк, Борис Тимофеевич
- Платонов, Юрий Михайлович
- Попов, Никодим Хрисантович
- Сердцев, Николай Иванович
- Терешин, Юрий Павлович
- Фомин, Анатолий Павлович
- Чеботарь, Ефим Карпович
- Черненко, Иван Петрович
- Шурпа, Андрей Авксентьевич
- Яблонский, Иван Антонович
- Яковюк, Галина Васильевна

## Города-побратимы
- Винница (Украина)
- Голая Пристань (Украина)
- Дмитров (Россия)[17]

## Топографические карты
- Лист карты L-35-10 Рыбница. Масштаб: 1 : 100 000. Состояние местности на 1986 год. Издание 1988 г.
- Лист карты L-35-11 Слободка. Масштаб: 1 : 100 000. Состояние местности на 1984 год. Издание 1987 г.